# 클레어 포이
클레어 포이(영어: Claire Elizabeth Foy, 1984년 4월 16일 ~ )는 잉글랜드의 배우이다. 그녀는 리버풀 존 무어스 대학교에서 연극과 영화 수업을 들었고 《워터십 다운의 열한 마리 토끼》을 포함한 그녀가 네 편의 연극에 출연했었던 옥스퍼드 드라마 스쿨에서 훈련을 받았다. 그녀는 《빙 휴먼》(2008년)의 파일럿 에피소드와 BBC의 연속극 《닥터스》(2008년)로 스크린 데뷔를 하였다. 로열 내셔널 시어터에서 그녀의 전문 연극 무대 데뷔를 한 후, BBC One이 제작한 《리틀 도릿》(2008년)의 주인공 역을 연기했고 《시즌 오브 더 위치: 마녀 호송단》(2011년)에서 안나 역으로 영화 데뷔를 했다.
그녀는 채널 4의 드라마 《더 프라미스》(2011년)에서 주연을 맡았고 NBC의 드라마 《크로스본즈》(2014년)에서 케이트 밸푸어 역을 포함한 여러 티비 영화와 드라마에 출연했었다. 그녀는 BBC2의 드라마 《울프 홀》(2015)에서 앤 불린 역에 대한 그녀의 연기에 대해 만장일치의 칭찬을 받았으며, 영국 영화 텔레비전 예술 아카데미의 여우주연상과 크리틱스 초이스 텔레비전상의 드라마 부분 여우조연상 후보에 오르기도 하였다. 2016년부터 2017년까지 넷플릭스의 드라마 《더 크라운》에서 젊은 시절의 엘리자베스 2세를 연기했으며, 해당 배역으로 비평적 찬사를 받았고 골든 글로브상 텔레비전 드라마 부문 여우주연상과 미국 배우 조합상 드라마 시리즈 여우주연상을 수상했다.

## 어린 시절
포이는 스톡포트에서 태어났다. 포이는 어머니인 캐럴라인이 "억센 아일랜드 가정." 출신이라고 말했다. 외조부와 외조모 더블린과 킬데어 출신이다. 그녀는 3명의 형제 중에서 막내로서, 맨체스터와 리즈에서 자랐다. 나중에 그녀의 가족은 랭크 제록스에서 일하는 아버지의 직업으로 인해 버킹엄셔 롱윅으로 이사를 갔다. 부모님은 그녀가 8살 때 이혼을 했다.
그녀는 12살 때, 여자 문법학교인 에일즈베리 고등학교에 진학했고, 그 뒤에는 리버풀 존 무어스 대학교로 진학하여, 연극과 영화를 공부했다. 또한 옥스퍼드 드라마 스쿨의 1년 짜리 코스 교육을 받기도 했다. 2007년에 졸업 후 페컴으로 이사를 가서 "드라마 스쿨의 5명의 친구들"과 같이 하우스 셰어를 했다.

## 경력
옥스퍼드 드라마 스쿨에 다니던 동안, 포이는 《탑 걸스》, 《워터십 다운의 열한 마리 토끼》, 《이지 버츄》, 《Touched》 등 희곡들에 출연했다. 텔레비전에 출연하고 난 후, 그녀는 런던의 로열 내셔널 시어터에서 폴 밀러가 연출하는 1인극 연극 3부작 중 두 개인 《DNA》와 《The Miracle》로 전문 연극 무대에 데뷔했다 (세 번째는 Baby Girl》).
포이는 BBC 드라마 《리틀 도릿》에 주인공 역인 에이미 도릿 역으로 출연하여, RTS 어워드에 이름을 올렸다. 그녀는 TV 영화 《고인 포스컬》에 출연했고 중세 판타지 영화 《시즌 오브 더 위치: 마녀 호송단》에서 니콜라스 케이지와 같이 출연했다. 포이는 그후 BBC의 재기획 드라마 《업스테어즈 다운스테어즈》에서 레이디 퍼세퍼니 역으로 출연했고, 2011년 2월에 방영된 채널 4의 드라마 《더 프로미스》에 공동 주연을 맡았다.
포이는 세라 워터스의 소설을 원작으로 한 텔레비전 영화 《야경꾼》에 주연 헬렌 역을 연기했다. 그녀는 주인공 역을 맡은 제임스 매커보이와 함께, 2013년에 트라팔가르 스튜디오에서 연출하는 《맥베스》에서 맥베스 부인 역을 맡으며, 연극 무대로 복귀했다.
2015년에 포이는 6부작 드라마 《울프 홀》에서 잉글랜드의 왕비 앤 불린을 연기했다. 앤 불린을 연시한 포이의 연기력은 비평가들의 극찬을 받았고, 《천일의 앤》에서 준비에브 뷔졸드의 연기와 비교되었다. 포이는 2016년 영국 아카데미 텔레비전상 여우주연상 후보에 올랐다.
2016년에 포이는 피터 모건의 넷플릭스 전기 드라마  《더 크라운》에서 에딘버러 공 필립을 맡은 맷 스미스와 윈스턴 처칠 경을 맡은 존 리스고의 상대 역인 젊은 엘리자베스 2세를 연기하기 시작했다. 그녀의 연기력으로 그녀는 골든 글로브상 텔레비전 드라마 부문 여우주연상과 미국 배우조합상 드라마 부문 여우주연상을 수상했다. 그녀는 BAFTA 텔레비전 여우주연상과 프라임타임 에미상 드라마 부문 여우주연상 후보에 오르기도 했다. 그녀는 중년 시기 엘리자베스 여왕을 연기할 올리비아 콜먼에게 배역이 넘어가기 전인 두 번째 시즌에 같은 역으로 재출연했다. 포이는 또한 전기 드라마 영화 《달링》 (2017)에서 로빈 캐번디시 역을 맡은 앤드루 가필드의 상대 역인 다이애나 캐번디시를 연기했다.
포이는 데이미언 셔젤의 전기 영화 《퍼스트 맨》에서 미국 우주인 닐 암스트롱의 부인, 재닛 섀런을 연기할 예정이고 스릴러 영화 《거미줄에 걸린 소녀》에서 리스베트 살란데르로 출연할 예정이다.

## 사생활
포이는 배우 스티븐 캠벨 무어와 혼인했다. 이들 사이에는 2015년 3월에 태어난 딸 아이비 로즈 (Ivy Rose)가 있는데, 이 두 사람은 2018년 2월에 자신들이 "(이혼한지) 시기가 꽤 됐었다"라고 밝히며 이혼을 알렸다.

## 작품 목록

### 영화
| 연도 | 제목                                 | 역할               | 참고 |
| ---- | ------------------------------------ | ------------------ | ---- |
| 2010 | 판타스틱 우체국                      | 아도라 벨 디어하트 |      |
| 2011 | 시즌 오브 더 위치: 마녀 호송단       | 애나               |      |
| 2011 | 레커스                               | 던                 |      |
| 2014 | 뱀파이어 아카데미                    | 소냐 카프          |      |
| 2014 | 로즈워터                             | 파올라             |      |
| 2015 | 더 레이디 인 더 밴                   | 로이스             |      |
| 2017 | 달링                                 | 다이애나 캐번디시  |      |
| 2017 | 언세인                               | 소이어 발렌티니    |      |
| 2018 | 퍼스트 맨                            | 자넷 쉬어런        |      |
| 2018 | 거미줄에 걸린 소녀                   | 리스베트 살란데르  |      |
| 2021 | 루이스 웨인: 사랑을 그린 고양이 화가 | 에밀리             |      |
| 2021 | 마이 선                              | 조앤 리치몬드      |      |
| 2022 | 위민 토킹                            | 살롬               |      |
| 2023 | 올 오브 어스 스트레인저스            | 애덤의 엄마        |      |

### TV 프로그램
| 연도      | 제목                                                  | 역할                   | 각주                           |
| --------- | ----------------------------------------------------- | ---------------------- | ------------------------------ |
| 2008      | 빙 휴먼                                               | 줄리아                 | 에피소드: "Pilot"              |
| 2008      | 닥터스                                                | 클로이 웹스터          | 에피소드: "The Party's Over"   |
| 2008      | 리틀 도릿                                             | 에이미 도릿            | 미니시리즈                     |
| 2009      | 10 Minute Tales                                       | 여자                   | 에피소드: "Through the Window" |
| 2010      | 테리 프래쳇의 고잉 포스탈                             | 어도라 벨 디어허트     | 미니시리즈                     |
| 2010      | Pulse                                                 | 해나 카터              | TV 영화                        |
| 2010–2012 | 업스테어스 다운스테어스                               | 페르세포네 "퍼시" 토윈 | 주연                           |
| 2011      | 더 프라미스                                           | 에린 매튜              | 주연                           |
| 2011      | The Night Watch                                       | 헬렌 지니버            | TV 영화                        |
| 2012      | Hacks                                                 | 케이트 로이            | TV 영화                        |
| 2012      | 화이트 히트                                           | 샬럿 퓨                | 주연                           |
| 2014      | 크로스본즈                                            | 케이트 볼포            | 주연                           |
| 2014      | The Great War: The People's Story                     | 헬렌 벤트위치          | 미니시리즈 다큐멘터리          |
| 2014      | Frankenstein and the Vampyre: A Dark and Stormy Night | 나레이터 (목소리)      | TV 영화                        |
| 2015      | 울프 홀                                               | 앤 불린                | 미니시리즈                     |
| 2016–2017 | 더 크라운                                             | 엘리자베스 2세 여왕    | 주연                           |